# الدولة العثمانية عوامل النهوض وأسباب السقوط
كتاب الدولة العثمانية عوامل النهوض وأسباب السقوط من تأليف علي الصلابي تناول فيه تاريخ الدولة العثمانية.

## منهج المؤلف
ذكر المؤلف منهجه فقال إنه يتحدث حديثا منصفا عن سلاطين الدولة العثمانية مثل مراد الأول ومراد الثاني ومحمد الفاتح ويتحدث عن مراحل الدولة والأسباب التي أدت إلى قيامها وانهيارها وعن فتح القسطنطينية والجهود المبذولة لذلك كما يسلط الضوء على مختلف نواحي الدولة العثمانية.

وقد انتقد عبد الحق التركماني هذا الكتاب، قائلا بأنه عمل «دعائي يفتقر لشروط البحث العلمي».